# Vildbjerg SF (kvinder)
Vildbjerg Sportsforening Kvindefodbold er en dansk fodboldklub fra den midtjyske by Vildbjerg, nær Herning der spiller i kvindernes 1. division og har hjemmebane på Vildbjerg Sports- og Kulturcenter.

## Klubbens historie
Fodboldens historie i Vildbjerg daterer sig helt tilbage til 1906. Man skal dog først frem til 1933 før det lykkedes for foreningen at få anlagt en boldbane så den svarer til JBU's mål. Banen blev under besættelsen desværre ødelagt af tyskere, der brugte banen som øvelsesområde for deres køretøjer og gravede flyverskjul til deres kampvogne omkring banen. Så efter besættelsen i 1945 blev der igen samlet ind blandt borgerne og sammen med kommunen blev der anlagt et stort nyt stadion, klubhus og omklædningsrum som blev indviet i 1948.
I 1972 indførte JBU pige/damefodbold og lige fra starten har klubben deltaget i unionens turneringer og det med så stor succes at klubbens kvinder i 1988 rykkede op i landets næsthøjeste række Danmarksserien. Vildbjerg by og Vildbjerg SF er igennem tiden blevet kendt i Danmark og i store dele af Europa pga. Vildbjerg Cuppen. Siden 1978 har Vildbjerg Cup afholdt det der nu er Europas fjerde største fodboldturnering for ungdomshold. I dag deltager ca. 10.000 spillere i cuppen og mere end 10.000 forældre og søskende følger kampene i de 4 dage cuppen står på i sommerferien. Rammen om Vildbjerg SF og Vildbjerg Cup er Vildbjerg Sports- og Kulturcenter's imponerende anlæg med 28 græsbaner og 2 kunstbaner. Klublokaler, mødelokaler, 2 Idrætshaller, svømmehal og et moderne fitnesscenter.

### VSF Elite
Ideen om at starte VSF Elite kom i 2016, hvor klubben på et pressemøde fortalte om ambitionerne om at komme op i landets bedste kvinderække. Målet var at kvalificere holdet til kvalifikationsspillet og spille med om oprykning til landets bedste kvinderække Elitedivisionen. Ud over 1. divisionskvinderne har klubben også pigehold i alle rækker, anført af klubbens U18 DM piger der siden 2016, har spillet sig til bronzemedaljer og sølvmedaljer i landets bedste ungdomsrække. Klubben har etableret et velfungerende samarbejde med Sønderagerskolen i Herning, ISI Idrætsefterskole og ISI College i Ikast, hvor mange af klubbens spillere har mulighed for morgentræning. VSF Elites mål er at skabe en pige- og kvinde eliteklub med områdets dygtigste talenter, hvor der forsat også er plads til bredden.